# Torres del Obispo
Torres del Obispo ist ein spanisches Dorf in der Provinz Huesca der Autonomen Gemeinschaft Aragonien, das zur Gemeinde Graus gehört. Der Ort auf circa 542 Meter Höhe liegt circa sechs Kilometer südöstlich von Graus und hatte 141 Einwohner im Jahr 2019.
Torres del Obispo war bis 1974 eine selbständige Gemeinde.

## Sehenswürdigkeiten
- Pfarrkirche Ascensión (Himmelfahrt), erbaut im 12. Jahrhundert
- Ermita Santa Ana